# Tamakautoga
Tamakautoga ist eines der vierzehn Dörfer der Insel Niue, die seit 1974 durch einen Assoziierungsvertrag mit Neuseeland verbunden ist. Bei der Volkszählung im September 2017 hatte Tamakautoga 160 Einwohner.

## Lage
Tamakautoga liegt südlich der Inselhauptstadt Alofi. Im Süden grenzt es an Avatele, im Osten an Hakupu. Alle vier Gemeinden stoßen an einem Punkt aneinander.

## Geschichte
In Tamakautoga steht ein Denkmal, das an die Männer aus Tamakautoga erinnert, die im Ersten Weltkrieg für die New Zealand Expeditionary Force kämpften.